# Manson (rivière)
Pour les articles homonymes, voir Manson.
Le Manson est une rivière française arrosant le département de la Drôme, affluent de rive gauche du Roubion. Il se jette au nord-ouest de Montboucher-sur-Jabron.

## Géographie
La longueur de son cours d'eau est 8,6 km.

## Communes traversées
Dans le seul département de la Drôme, le Manson traverse 6 communes : 
- Montélimar, Sauzet, Saint-Gervais-sur-Roubion, Bonlieu-sur-Roubion, La Bâtie-Rolland, Montboucher-sur-Jabron.

## Affluents
Il n'a pas d'affluent connu.